# 贵州石笔木
贵州石笔木（学名：Tutcheria kweichowensis）为山茶科石笔木属下的一个种。其种加词“kweichowensis”意为“贵州的”。